# 骨汁

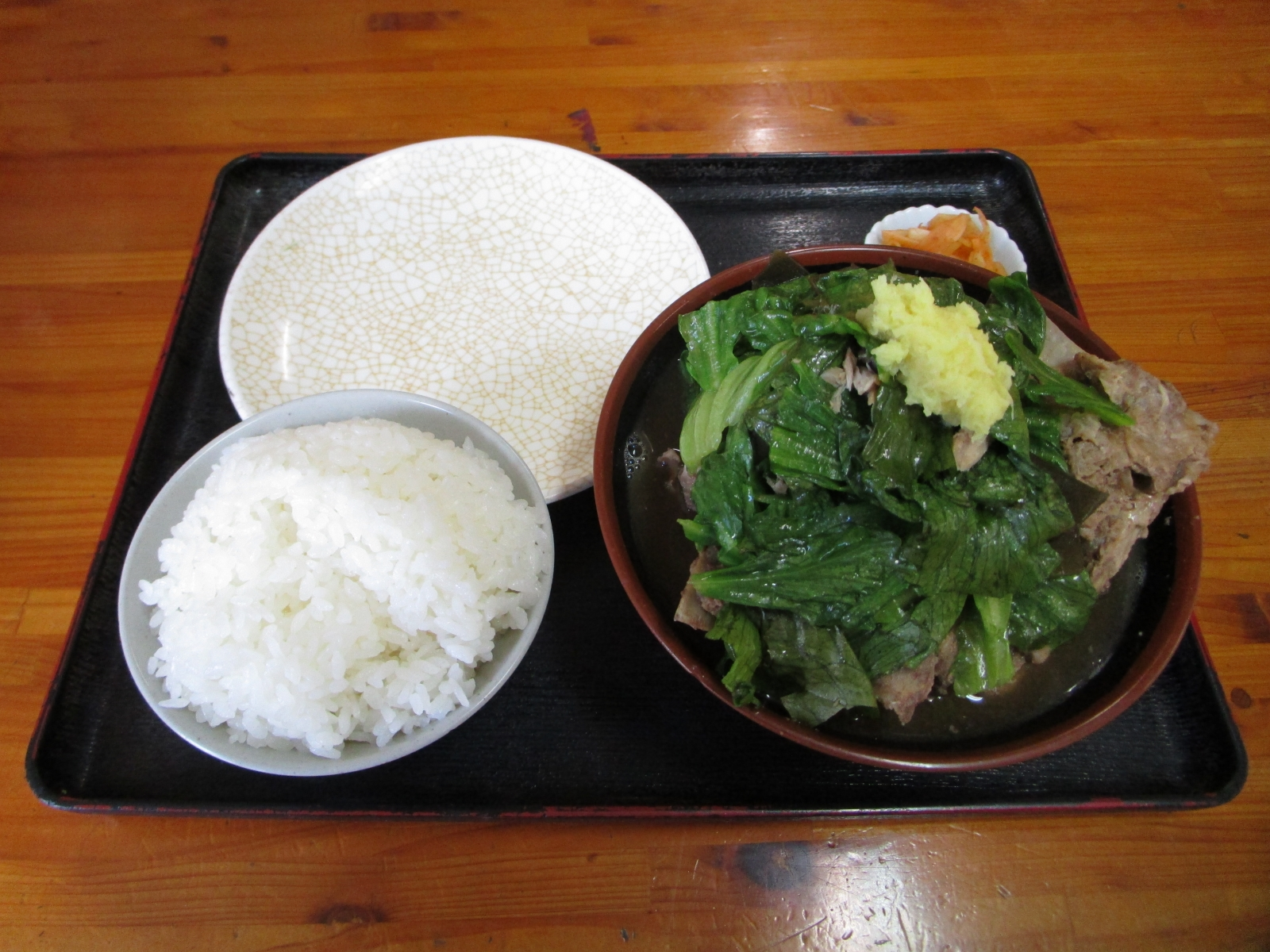
一份带米饭和腌菜的骨汁套餐

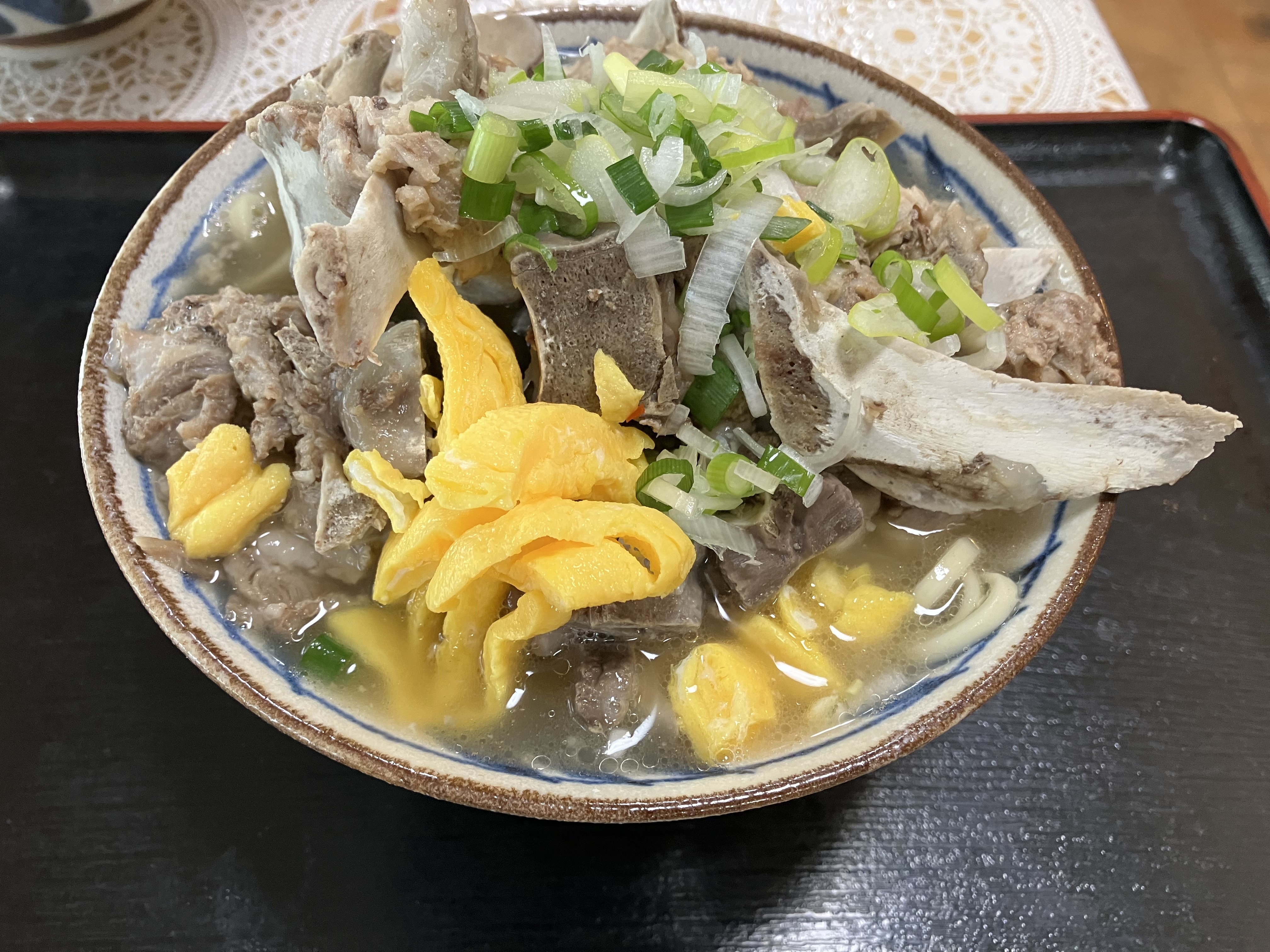
骨汁面

骨汁（日语：／）是日本冲绳县的料理，多见于大众食堂、冲绳面等廉价饮食店。

## 概要
制作冲绳面的小饭店日常使用大量的猪骨来制作面汤。冲绳面用来做汤的猪骨使用多种部位，其中颈骨上所带的肉量足以充作一份料理。将面汤的副产物——煮过的带肉猪骨再做成汤当作菜肴提供，即是骨汁。由于骨汁中相当大的部分是猪骨，故而一人份的骨汁需要较大的碗盛放。由于一口锅只能做出十几份骨汁，故而人气店的骨汁很快就会买完。骨汁被看作冲绳的B级美食，在冲绳县外的冲绳料理店很少见到。

## 历史
在冲绳，最迟1980年代前期已经有提供骨汁的饭店。直至2010年代，骨汁主要出现在冲绳本岛中部。此后骨汁在冲绳各处流行开来。尽管骨汁原本是处理制作面汤的猪骨的副产品料理，也有把骨汁作为常规菜肴提供的饭店。

## 制作
- 将煮制猪骨面汤后带有较多肉的骨头和蔬菜等一起调味、煮制。骨汁的汤的调味以盐味和较淡的酱油味为主（与冲绳面相同），也有味噌口味的骨汁。
- 添加的蔬菜必须包含莴苣或其他绿叶菜，其他蔬菜可以包括萝卜、冬瓜、胡萝卜、豆腐、昆布等。
- 佐以姜末使用。